# Robert Scott Lauder

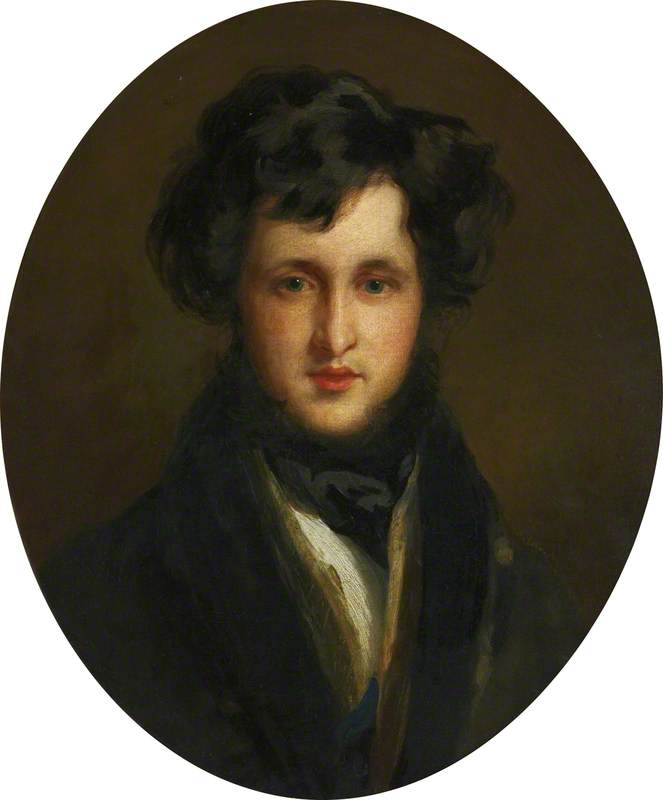
Robert Scott Lauder (Gemälde von Thomas Duncan)

Robert Scott Lauder (* 25. Juni 1803 in Edinburgh; † 21. April 1869 ebenda) war ein schottischer Künstler, der sich selbst als Historienmaler bezeichnete.

## Leben

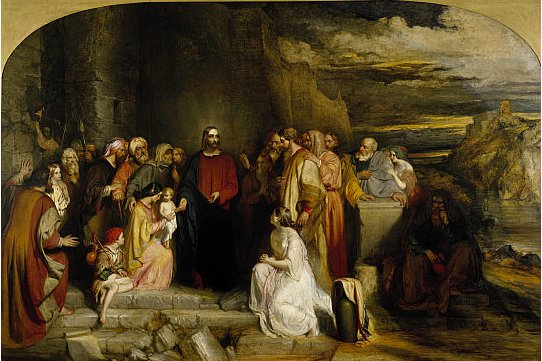
Christ teaching Humility

Lauder wurde in Silver Mills bei Edinburgh geboren. Er war der ältere Bruder des Malers James Eckford Lauder (* 15. August 1811; † 27. März 1869). Die zufällige Bekanntschaft mit David Roberts veranlasste ihn, sich ebenfalls der Malerei zuzuwenden. Nachdem Sir Walter Scott auf sein Talent aufmerksam geworden war, besuchte Lauder die städtische Trustees Akademie. Er studierte zunächst für drei Jahre in London und kehrte 1826 zurück Edinburgh nach. 1829 wurde er Mitglied der neu gegründeten Royal Scottish Academy, in deren Ausstellungen er bis an sein Lebensende vertreten war. Außerdem stellte er in der Royal Academy of Arts und der British Institution in London aus. Künstlerisch wurde er von John Thomson beeinflusst, dessen Tochter, Isabella, er 1833 heiratete. Von 1833 bis 1838 unternahm er gemeinsam mit seiner Frau und seinem Bruder eine Studienreise, die ihn über Deutschland, nach Rom, Bologna, Florenz und Venedig führte, um die großen Meister Michelangelo, Tizian, Giorgione und Rubens zu studieren; darüber hinaus war er während dieser Zeit mit Porträtarbeiten beschäftigt. Nach seiner Rückkehr wurde Lauder erster Präsident der National Institution of the Fine Arts in London. Später zog er wieder in seine Geburtsstadt und war dort von 1852 bis 1861 einflussreicher Lehrer an der Trustees Drawing Academy. Zu seinen Schülern gehörte neben John MacWhirter und Peter Graham auch sein Bruder. 1861 erlag Lauder einem Schlaganfall.

## Werke (Auswahl)
Lauders erfolgreichste Historiendarstellungen orientierten sich thematisch häufig an Novellen von Sir Walter Scott. Das bekannteste dieser Werke ist The Trial of Effie Deans. Unter den anderen wichtigen Arbeiten sind:
- 1831: das in Liverpool preisgekrönte Bild The Bride of Lammermoor
- 1847: Christ walking on the Sea
- 1848: Christ teaching Humility
- 1851: Maître Pierre, the Countess of Croye, and Quentin Durward in the Inn und Christ appearing to the Disciples on the Way to Emmaus
- Portrait of Sir John Steell (kam 1893 in den Besitz der National Gallery of Scotland)